# FOG-MPM
FOG-MPM (Fiber Optics Guided Multiple Purpose Missile)はブラジル製の対戦車光ファイバー誘導ミサイル。

## 概要
ブラジルのAvibrásによって開発された。射程はおよそ60㎞で重量はおよそ34㎏で主な用途は対戦車、対装甲車、対ヘリコプターとされる。
FOG-MPMは光ファイバーで伝送される画像を見ながら射手が操縦する。
FOG-MPMは柔軟性に優れ、地上の車輛(Astros II MLRS)、舟艇、ヘリコプター等から発射が可能で電子的な妨害に対して強い。

## 開発
FOG-MPMまたはMAC-MP (Multi Purpose Fiber Optic Guided Missile - Missile Anti-Car Multi-Purpose)の開発は1985年にAvibrásによって開始され、1989年に公表された。計画の資金は自社で賄われ、主要な部品は国産化された。1989年に3回、1992年に8回試射された。
ミサイルは全長1.50 mで直径18 cmで重量は33 kg (当初は24 kg)である。射程はおよそ10 kmから後期型では20 kmに達する。速度は150–200 m/sで巡航高度は200m。成形炸薬弾頭を備え、1ｍに相当する均質圧延鋼装甲を貫通するとされる。射手は8時間シミュレータで訓練する。
巡航高度が150ｍ以下で射程が20 kmの派生型もある。1980年代にAvibrásは1000基製造時、1基あたりU.S. $30,000で販売するとしていた。
2000年7月には射程が60 kmに伸びた。